# Hareskovbanen
Hareskovbanen – eller Farumbanen – er S-banen mellem Svanemøllen og Farum. Banen hed oprindeligt Slangerupbanen og gik fra Nørrebro til Slangerup. I 1954 blev den yderste strækning mellem Farum og Slangerup nedlagt, hvorefter banen fik sit nuværende navn. I 1976 blev banens tilslutning til det øvrige jernbanenet flyttet fra Nørrebro til Svanemøllen, og i 1977 blev Svanemøllen-Farum omdannet til S-bane.

## Historie
Lige siden Nordbanen mellem København og Helsingør via Hillerød blev åbnet i sin fulde længde i 1864, havde der raset en kamp i Nordsjælland om nye jernbaneprojekter. Årene gik, og det centrale Nordsjælland og Slangerup var fortsat uden jernbaneforbindelse – først og fremmest på grund af politiske og økonomiske slagsmål. Så tabte nogle af de potentielle jernbaneinvestorer tålmodigheden. I 1904 etablerede de derfor en af Danmarks første bilruter, der gik fra sporvognslinje 5's daværende endestation på Bispebjerg i København via Farum til Slangerup. Ruten blev befaret af store, fabriksnye, benzindrevne franske omnibusser. Billetpriserne var skyhøje, men ruten blev en succes.
I erhvervskredse havde der været flere forsøg på at skabe en jernbaneforbindelse fra Hundested via Frederiksværk til København – helst via Slangerup, da det ville give den korteste strækning. Imidlertid blev erhvervsmanden og admiralen Andreas du Plessis de Richelieu opmærksom på en uudnyttet jernbanekoncession, der gav tilladelse til en jernbane fra København via Værløse til et ikke nærmere fastlagt punkt i det centrale Nordsjælland. At slutpunktet ikke var fastlagt af Rigsdagen, gjorde koncessionen interessant, og admiralen fik hurtigt udnyttet den. Imidlertid gik der politik i sagen, så der ikke kunne fastlægges et endeligt slutpunkt inden koncessionen udløb. Dette usikkerhedsmoment bevirkede, at admiralen ikke uden videre ville poste egne penge i foretagendet. Jernbanen blev derfor finansieret via en særpræget jernbanegrundskyld, hvor idéen var, at en tredjedel af den værdistigning, der med jernbanen ville komme på de berørte lodsejeres ejendomme, skulle indefryses som en særlig 30-årig prioritet i ejendommene. Med disse prioriteter som sikkerhed kunne den nødvendige investeringskapital så udlånes fra admiralens egne banker (Landmandsbanken og Privatbanken).
Slangerupbanen blev åbnet 20. april 1906 af det private jernbaneselskab København-Slangerup Banen (KSB). I København havde banen sin egen Lygten station eller København L lige overfor Nørrebro Station. Passagererne skulle altså gå mellem de to stationer, og kun godstrafikken var forbundet med det øvrige jernbanenet via et forbindelsesspor.

### Forlængelsen der aldrig kom
Lige fra åbningsdagen og frem til nedlæggelsen af Slangerup Station stod der for enden af sporet mod vest et ubrugt indkørselssignal for tog fra vest mod København – altså tog fra Frederikssund, Frederiksværk eller Hundested. Admiralen havde nemlig en vision: Tanken var at skabe en privatejet forbindelse med tog fra København via Slangerup til en privatejet udskibnings- og færgehavn – helst Hundested. Admiralen ville så på sit skibsværft B&W bygge en jernbanefærge, der skulle sejle fra Hundested under admiralens DFDS-flag til Grenaa, hvorfra togene skulle køre videre til en færgehavn i Nordjylland. Herfra skulle de igen sejle under DFDS-flag på en B&W-bygget færge til en havn i Norge og køre videre til Trondheim. Herfra skulle det så være nye B&W-byggede skibe, der under vennen og samarbejdspartneren H.N. Andersens ØK-flag skulle sejle videre til Færøerne, Island, Grønland og USA. Det skulle finansieres via admiralens egne banker.
Visionen voksede sig større endnu, for krigsministeriet ønskede anlagt en jernbane efter militære forskrifter uden om København som led i et fremskudt landforsvar for landets hovedstad. DSB blev involveret i projektet, og strækningen skulle forbinde havnen i Karrebæksminde i syd med Helsingør i nord. Projektet blev senere kendt under navnet Den Midtsjællandske Jernbane. Statsbanerne valgte senere en lidt anden løsning, idet man ønskede direkte tog fra Berlin via Gedser uden om København, der var en flaskehals, og op gennem Hornsherred via Skibby, Frederikssund, Slangerup, Uvelse, Hillerød, Fredensborg, Helsingør og videre til Stockholm. Det meste af strækningen blev også bygget færdig og kom i drift. Admiralen så naturligvis et perspektiv i at gøre Slangerup på hans egen jernbane til det centrale knudepunkt for disse to store internationale trafikkorridorer. Derfor var det også vigtigt for ham at have den afgørende indflydelse på, hvad der skete i Slangerup by. Stationsforstander N.P.E. Blangsted, der var ansat af admiralen personligt, blev også valgt til sognerådsformand i Slangerup. Admiralen optrådte på den måde gennem mange år i kulisserne som Slangerups diskrete bykonge.
I årevis kæmpede admiralen og hans tro væbner Blangsted, først for at få rettighederne til jernbanen fra Frederiksværk til Hundested, senere for at købe både den og Hillerød-Frederiksværk Jernbane eller i det mindste overtage driftskontrakterne for disse baner, så de kunne føres udenom Hillerød og i stedet til Slangerup og derved til København. Politikerne i Hillerød Byråd og Frederiksborg Amtsråd modarbejdede med held disse planer fra admiralens side. Slangerupbanen kom aldrig til at gå længere end til Slangerup.
På statsbanen Sjællandske midtbane blev det sidste stykke mellem Frederikssund og Hillerød aldrig færdiggjort til den planlagte indvielse i 1936. Tværtimod blev hele banen fra Ringsted til Frederikssund nedlagt samme år. Admiralen havde givet op i 1929, dels på grund af svigtende helbred, dels fordi de politiske realiteter gik hans storslåede visioner imod.
I 1929 købte kommunerne langs Slangerupbanen jernbaneselskabet og drev herefter jernbanen videre som kommunalt trafikselskab. Gladsaxe Kommune blev den dominerende ejer med 60% af aktiekapitalen. Der blev også i 1930/1932 indkøbt i alt 4 disellokomotiver fra B&W.
1. april 1948 overdrog kommunerne jernbanen til DSB, som kort efter opdelte driften i to strækninger: Lygten-Farum på 20,5 km og Farum-Slangerup på 13,7 km. Passagererne måtte altså stige om i Farum. Den yderste strækning var ikke rentabel og blev nedlagt 23. maj 1954, og den afkortede bane skiftede derefter navn til Hareskovbanen. Herefter blev banen fortsat trafikeret med diesellokomotiver, og når de skulle vedligeholdes fortsat med damp, indtil man i 1950 havde fået forstærket skinnelegemet og kunne begynde kørsel med de brune DSB MO motorvogne (ikke at forveksle med 1. generations S-tog som de kan ligne overfladisk).

### Omdannelse til S-bane
Folketinget vedtog i 1961 en stor anlægslov, der udmøntede Fingerplanens visioner om nye S-togs-linjer langs Køge Bugt og til Lundtofte samt elektrificering og udvidelse af Hareskovbanen til to spor. Man havde oprindeligt håbet, at opgraderingen af Hareskovbanen kunne stå færdig i 1965, men bevillingerne var små, og bl.a. forlængelsen af Køge Bugt-banen havde højere prioritet, hvorfor arbejdet på Hareskovbanen trak ud, mens anlægget af Lundtoftebanen gik helt i stå.
Lukningen af strækningen Farum-Slangerup skulle kun have været midlertidig. I 1964 skulle man begynde på videreførelsen fra Farum via Slangerup til Frederikssund, men i Farum havde man bygget boliger og veje på arealet, så planerne blev skrinlagt. Dog er de med jævne mellemrum dukket op – senest ved regionplandebatten for Hovedstadsområdet i 1999, da bl.a. daværende borgmester Peter Brixtofte i Farum foreslog jernbanen forlænget fra Farum til en kommende ny stor bydel på Farum Kaserne og derfra videre til Frederikssund. Forslaget blev dog aldrig taget alvorligt i Hovedstadens Udviklingsråd (HUR).
Mens anlægsarbejdet stod på, blev Hareskovbanen stadig benyttet af dieseltog, der således kunne benytte de nye stationer i Vangede, Kildebakke, Buddinge og Bagsværd efterhånden som de blev bygget i løbet af 1960'erne.
Hareskovbanen skulle efter planen stadig ende ved Nørrebro station, hvorfra man forestillede sig, at der skulle være en hurtig forbindelse til centrum via en tunnelbane under Nørrebrogade. I 1971 stod det dog klart, at en sådan bane havde lange udsigter. Men anlægsarbejdet var ikke nået længere end at indføringen i København stadig kunne laves om, og man besluttede at anlægge en ny bane mellem Emdrup og Svanemøllen over Lyngbyvej (den nuværende Ryparken) station. Udvidelsen medførte anlæg af et nyt broanlæg over Lyngbyvej og en 360 m lang bro vest herfor, hvor Hareskovbanen krydser Ringbanen, samt en 330 m lang tunnel ved Svanemøllen, hvor Hareskovbanens nordgående spor føres under banen mod Hellerup.
Fra 25. april 1976 tog dieseltogene den nye strækning Emdrup-Svanemøllen i brug, og Lygten station blev nedlagt. 24. september 1977 kunne man indvie strækningen Svanemøllen-Farum som S-bane. Alle de stationer og trinbrætter, der var i drift på det tidspunkt, blev S-togs-stationer - også Emdrup, der var blevet nedlagt ved DSB's overtagelse i 1948.

## Standsningssteder
I køreplanen fra 14. december 2020 betjenes Hareskovbanen af linje B og Bx. Linje B kører mellem Høje Taastrup og Farum med stop ved alle stationer undervejs. I dagtimerne køres hvert tiende minut og i ydertimerne hvert tyvende minut. Desuden køres der hver halve time nat efter fredag og lørdag. Linje Bx kører mellem Høje Taastrup og Buddinge i myldretiderne. Der køres kun hvert tyvende minut og uden stop mellem Glostrup og Danshøj.
| Navn                                                                       | Km   | S-tog | Forbindelser                  |
| -------------------------------------------------------------------------- | ---- | ----- | ----------------------------- |
| Lygten station (København L) til 25. april 1976                            | 0,0  |       |                               |
| Svanemøllen station                                                        |      | B, Bx | Nordbanen og Klampenborgbanen |
| Ryparken station, indtil 1972 kaldt Lyngbyvej                              |      | B, Bx | Ringbanen                     |
| Emdrup som station til 31. marts 1948. Som trinbræt fra 25. september 1977 | 2,7  | B, Bx |                               |
| Dyssegård trinbræt fra 22. maj 1932                                        | 3,7  | B, Bx |                               |
| Vangede station                                                            | 4,9  | B, Bx |                               |
| Kildebakke trinbræt fra 15. maj 1935                                       | 6,0  | B, Bx |                               |
| Buddinge station                                                           | 6,9  | B, Bx |                               |
| Stengården trinbræt fra 15. maj 1929                                       | 8,6  | B, Bx |                               |
| Bagsværd station                                                           | 10,4 | B, Bx |                               |
| Skovbrynet trinbræt fra 1. oktober 1930                                    | 11,7 | B     |                               |
| Hareskov station                                                           | 13,5 | B     |                               |
| Syvstjernen trinbræt fra 22. maj 1932 til 1974                             | 15,2 |       |                               |
| Værløse station                                                            | 16,7 | B     |                               |
| Furesø trinbræt fra 22. maj 1932 til 23. maj 1971                          | 19,8 |       |                               |
| Farum station                                                              | 20,5 | B     |                               |
| Vassingerød station til 23. maj 1954                                       | 25,2 |       |                               |
| Lynge station til 23. maj 1954                                             | 27,8 |       |                               |
| Uggeløse Skov trinbræt fra 1. oktober 1933 til 23. maj 1954                | 29,9 |       |                               |
| Lindholm station til 23. maj 1954                                          | 31,5 |       |                               |
| Slangerup station til 23. maj 1954                                         | 34,2 |       |                               |

### Bevarede stationsbygninger
Banens stationsbygninger var tegnet af Heinrich Wenck, der på daværende tidspunkt var DSBs overarkitekt. De var i det store hele meget ens, dog undtagen Vangede, der først blev opført i 1908, og derfor så helt anderledes ud. Som regel havde bygningerne 2 vinduesfag på hver side, men flere blev gennem tiden udbygget. De største bygninger var København L, Farum og Slangerup. Størstedelen af bygningerne var i røde mursten, men København L, Bagsværd, Hareskov og Farum, var både i gule og røde mursten.
På strækningen København L - Farum, er kun København L og Bagsværd bevaret, da de fleste bygninger desværre blev nedrevet da banen blev ombygget til S-tog. Vangede stationsbygning blev nedrevet som den første allerede omkring 1965, i 1977 fulgte Farum, Hareskov og Emdrup (toiletbygningen blev dog først nedrevet i 2003), og i 1978 forsvandt også Buddinge og Værløse.

## Farum-Slangerup

### Bevarede stationsbygninger
- Vassingerød: Bøgevangen 12
- Lynge: Stationsvej 11
- Lindholm: Lindholm Stationsvej 2
- Slangerup: Stationsvej 4

Slangerups oprindelige stationsbygning blev efter en brand i 2004 nedrevet, men en næsten tro kopi blev opført på grunden. Denne bygning kan stadig ses i dag.

### Strækninger hvor nedlagt banetracé er bevaret
Af strækningens tracé på 13,7 km er 2½ km bevaret og tilgængeligt. Hertil kommer, at den østlige del af Ryttergårdsvej i Farum er anlagt på banetracéet.
- Gl. Jernbanevej i Farum Lillevang
- Gennemskæring øst for Langkæret i Lynge
- Jernbanevej i Uggeløse Skov
- Mellem Lindholmvej og Slangerup Overdrev

- Wikimedia Commons har flere filer relateret til Farum-Slangerup